# Cratere Humbaba
Humbaba è un cratere sulla superficie di Ganimede.